# Beach Buggy Simulator
Beach Buggy Simulator è un videogioco pubblicato nel 1988 per Amstrad CPC, Commodore 64 e ZX Spectrum 48k dall'etichetta a basso costo Silverbird della Telecomsoft. Consiste nella guida di una dune buggy che può fare ampi salti e sparare a elicotteri nemici; è un gioco d'azione sul genere di Moon Patrol, non realistico e ben lontano dall'essere un "simulatore" come direbbe il titolo.
Una versione migliorata per ZX Spectrum 128k è stata realizzata in via amatoriale nel 2020.

## Modalità di gioco
Il giocatore controlla una dune buggy in una gara chiamata "Dune Trial", dove l'obiettivo è raggiungere il traguardo entro il tempo limite per qualificarsi al livello successivo. Una barra della distanza indica quanto manca al traguardo. È disponibile la modalità a due giocatori, ma gareggiano uno alla volta in modo del tutto indipendente.
I percorsi si svolgono su colline sabbiose, con inquadratura bidimensionale di profilo, a scorrimento orizzontale da sinistra a destra. La dune buggy può accelerare, rallentare e saltare, e deve scavalcare rocce e fuochi sul terreno, mentre alberi e cactus sono solo decorativi.
In direzione opposta volano elicotteri che bombardano il terreno creando nuovi fuochi, e occorre evitare lo scontro sia con gli elicotteri sia con i loro colpi. La dune buggy può sparare in diagonale davanti/alto per distruggere gli elicotteri.
Tutti gli scontri causano arresto e incendio momentaneo della dune buggy, che può sempre ripartire, perdendo soltanto del tempo. Il game over è causato dall'esaurimento del tempo o del carburante. Quest'ultimo si ricarica raccogliendo serbatoi che di tanto in tanto piovono dal cielo.
Ci sono in tutto 8 livelli che si ripetono poi ciclicamente.
Gli sfondi sono ripetitivi e c'è ben poca variazione tra i livelli.
Dal terzo livello in poi si incontrano anche mostruosi serpentoni volanti da saltare.

## Accoglienza
La stampa di settore europea riconobbe generalmente Beach Buggy Simulator come un gioco semplice ed economico con poche pretese, assegnando nel complesso giudizi molto variabili: dal negativo o mediocre al sufficiente o discreto, fino a un 8/10 da parte di Your Sinclair (versione ZX Spectrum). In retrospettiva, Retro Gamer ricorda favorevolmente, nella sua stranezza, la versione Amstrad CPC.